# Vasilis Vourakis
Vasilis Vourakis (* 1940; † 21. August 2010) war ein griechischer Fußballschiedsrichter.

## Sportlicher Werdegang
Vourakis gehörte ab den 1970er und in der ersten Hälfte der 1980er Jahre zu den führenden Schiedsrichtern im griechischen Fußball. Dabei leitete er Spiele in der Alpha Ethniki und im Europapokal. Im Wettbewerb um den griechischen Landespokal 1979/80 wurde er zum Finalschiedsrichter benannt, der FC Kastoria holte durch einen 5:2-Finalerfolg über Iraklis Thessaloniki seinen einzigen nationalen Titel. Parallel rückte er auch auf die FIFA-Schiedsrichterliste und leitete zwischen 1980 und 1981 zwei Länderspiele.